# John Weinzweig
John Weinzweig   (Toronto, 11 de març de 1913 - Toronto, 24 d'agost de 2006) va ser un compositor canadenc de música clàssica.

## Biografia
Weinzweig va néixer a Toronto. Va anar a "Harbord Collegiate Institute" i va estudiar música a la universitat. El 1937 marxà als Estats Units per estudiar amb Bernard Rogers. Durant la Segona Guerra Mundial, va començar a compondre música cinematogràfica i el 1952 es va convertir en professor a la seva antiga universitat de Toronto. L'any anterior havia co-fundat la "Canadian League of Composers" i va participar activament en diverses altres organitzacions que representaven músics i compositors.
El 1974 fou nomenat oficial de l'Ordre del Canadà. El 1988 va rebre l’Orde d'Ontario. El 2004, Weinzweig va ser el guardonat amb el Premi a la vida per primera vegada als premis SOCAN anuals de Toronto.

## Adolescència
John Jacob Weinzweig era el fill gran de Joseph i Rose (Burstyn) Weinzweig, immigrants jueus polonesos. Els seus germans menors es deien Morris i Grace Weinzweig. A la Polònia ocupada per Rússia, el seu pare va ser empresonat temporalment per participar en moviments sindicals radicals i la família es va traslladar al Canadà poc després.
Les seves primeres lliçons de música van ser al "Workman's Circle Peretz School" als 14 anys, on va participar en classes de mandolina. Va assistir a "Harbord Collegiate Institute", una escola secundària on els estudiants consistien principalment en fills de famílies immigrants jueves. Harbord tenia un dels únics programes d'orquestra escolar al Canadà en aquell moment, i va ser aquí on va aprendre a tocar la tuba i el saxo, i fins i tot va tenir l'oportunitat de dirigir. El seu professor va reconèixer el seu talent i va animar els seus pares a enviar-lo a classes de piano. Va estudiar amb diversos professors i en els anys posteriors a l'institut, Weinzweig va assolir el nivell d'accés a la universitat tant en piano com en teoria al "Royal Conservatory". El seu germà, Morris, també va prendre el saxòfon i, des de joves, els dos germans guanyaven diners per la butxaca tocant en esdeveniments locals, com ara danses escolars i mítings polítics. Morris es va convertir en un músic d'estudi líder en el saxo. Es va casar amb Helen Tenenbaum el 12 de juliol de 1940.

## Educació després de la Secundaria
La Facultat de Música de la Universitat de Toronto es va fundar el 1918, però no va ser fins a principis dels anys trenta que va començar a oferir classes que condueixen a la llicenciatura. John Weinzweig va ser un dels primers a inscriure's al nou programa i va obtenir el seu B.Mus. el 1937. Durant el seu grau, produïa contínuament treballs curts, la majoria romàntics i impressionistes. Després d'observar l'obra de Weinzweig, el compositor i director escolar Howard Hanson el va animar a seguir estudis de màster en composició a "l'Eastman School of Music" (Universitat de Rochester). Va seguir els consells de Hanson i va adquirir el seu M.Mus. el 1938. Durant la seva carrera universitària, també va interessar-se per la direcció d'orquestra, ja que va trobar que l'experiència en la direcció li era útil com a compositor.

## Ús del serialisme
El pas de Weinzweig cap al serialisme no va ser una transició completa; va ser molt selectiu i deliberat en quins principis va escollir adoptar. Tot i que va reconèixer que la influència de Schönberg en el món musical era poderosa, no es va mostrar particularment amable amb la música de Schöberg i va preferir la de compositors com Berg i Webern. La seva atracció pel serialisme no era la mateixa que la dels seus fundadors vienesos. Com que no se li va ensenyar a utilitzar estrictament la tonalitat en la seva primera educació, no va sentir la necessitat de rebel·lar-se i utilitzar el serialisme simplement com a mitjà per evitar la tonalitat. Tot i que sovint feia servir les tècniques utilitzades per Stravinsky, Bartók, Copland i Varèse, no ensenyava aquests mètodes exclusivament als seus estudiants.
La forma en què Weinzweig va utilitzar una fila de 12 tons en les seves composicions va diferir del mètode tradicional. Utilitzaria la fila com a invenció motiva i desenvoluparia aquest motiu de manera neoclàssica, tractant-la més com un tema que com un mitjà d'organització tonal. La fila sol ser identificable al llarg de la peça, però no està limitada per estrictes procediments en sèrie.

## Influències estilístiques
Música pop
La influència de la música popular dels anys 30 es pot veure a l'obra de Weinzweig, especialment als seus divertiments núm. 2 i 3, que imiten els peculiars ritmes d’aquesta música. El seu Divertiment núm. 8 i Out of the Blue exhibeixen elements tant del blues com del ragtime. Fins i tot el seu concert per a violí i el seu quartet de vent mostren característiques del blues en les seves melodies.
Materials populars inuits
Juntament amb una altra peça coral composta al mateix temps (To the Lands Over Yonder), la seva peça titulada Edge of the World és la primera obra que utilitza la música folk inuit com a material compositiu.

## Lliga canadenca de compositors
El 1951, John Weinzweig es va reunir amb els seus amics compositors Harry Somers i Samuel Dolin per parlar del tema de la composició professional al Canadà. Volien sensibilitzar i acceptar la música canadenca, ser escoltats i presos seriosament, i van contactar amb una dotzena de compositors canadencs que compartien els seus desitjos. Al cap d'un any havien adquirit una carta federal com a "Canadian League of Composers" (CLC), de la qual Weinzweig va ser el primer president. Tot i que els membres originals eren tots propers al cercle de Weinzweig, la idea del CLC era reunir compositors per treballar per una causa comuna, no per aconseguir un estil nacional uniforme. Aquesta mentalitat s'assemblava molt a la del grup dels set 30 anys abans a l'art canadenc.
El primer projecte que va assumir CLC va ser patrocinar concerts públics amb noves composicions canadenques. Aquests concerts comptaven amb diferents tipus de repertori, incloses obres orquestrals, música de cambra i òpera, però no tenien el suport de molts grups interpretatius consolidats. Malgrat això, aproximadament 30 concerts de música exclusivament canadenca es van produir entre els anys 1951 i 1960. El primer concert, el 16 de maig de 1951, tenia un programa completament musical de Weinzweig. El concert es va celebrar conjuntament amb la "Canadian Broadcasting Corporation" (CBC) i el "Royal Conservatory of Music" (RCM) de Toronto, i va rebre una crítica favorable per part del crític d'art de "The Globe and Mail".
A continuació, van assumir la tasca d'editar una antologia de repertori de piano de nova composició. Això va resultar en l'acumulació d'una petita biblioteca que contenia les partitures de molts membres, i va proporcionar l'ús d'aquestes partitures als directors i intèrprets interessats.
El 1960, el CLC va organitzar la Conferència Internacional de Compositors com a part del festival de música de Stratford. Aquesta conferència va atreure compositors de 30 països diferents, inclosos Krenek, Varèse i Berio. Després d'una dècada, els membres nacionals havien crescut fins a aproximadament 40 persones, incloses quatre dones, i van continuar creixent constantment al llarg del segle.
El 1939 Weinzweig va ser nomenat membre de la facultat de música del Conservatori Superior de Música de Toronto, on va ensenyar fins al 1960 amb l'excepció d'una excedència el 1944. El 1952 es va incorporar a la facultat de la Universitat de Toronto, on va ensenyar fins a la seva jubilació el 1978. Durant els anys vuitanta, va continuar impartint classes magistrals, seminaris i tallers en diverses institucions d'ensenyament superior. També va ensenyar diversos a gran nombre d'estudiants en privat durant la seva vida.